# Margriete Achtels
Margriete Achtels, död 1468, var en flamländsk kvinna som avrättades för häxeri. Hon tillhör de första kända offren för häxprocesserna i Europa och den kanske första i Flandern. 
Hon dömdes för att ha förgiftat ett antal människor med hjälp av magi. Hon avrättades genom att brännas levande, och hennes förkolnade lik visades sedan upp offentligt vid vägkanten som avskräckande exempel. 